# Чернавка (Бутурлиновский район)
Чернавка — деревня в Бутурлиновском районе Воронежской области.
Входит в состав Пузевского сельского поселения.

## География

### Улицы
- ул. Калинина,
- ул. Ключевка,
- ул. Мира,
- ул. Народная,
- ул. Подлесная,
- ул. Степная.

## Население
| 1859 | 1897 | 2010 |
| ---- | ---- | ---- |
| 1122 | ↘951 | ↘347 |